# Wybory parlamentarne w Portugalii w 2015 roku

Wybory w regionach – na pomarańczowo zwycięstwo centroprawicy, na różowo zwycięstwo socjalistów

Wybory parlamentarne w Portugalii w 2015 roku zostały przeprowadzone 4 października 2015. W ich wyniku Portugalczycy wyłonili w systemie proporcjonalnym 230 deputowanych do Zgromadzenia Republiki XIII kadencji.
Ugrupowania centroprawicy tworzącej rząd Pedra Passosa Coelho do wyborów przystąpiły w ramach koalicji Portugalia Naprzód (z wyłączeniem okręgów wyspiarskich na Maderze i Azorach), która odniosła zwycięstwo, lecz nie uzyskała bezwzględnej większości w parlamencie.

## Wyniki wyborów
| Lista wyborcza                                                                                 | Głosy     | Głosy | Mandaty       | Mandaty |
| Lista wyborcza                                                                                 | Liczba    | %     | Liczba        | +/−     |
| ---------------------------------------------------------------------------------------------- | --------- | ----- | ------------- | ------- |
| Portugalia Naprzód * Partia Socjaldemokratyczna (PSD) * Partia Ludowa (CDS-PP)                 | 1 993 921 | 36,86 | 102 (84) (18) | −22     |
| Partia Socjalistyczna (PS)                                                                     | 1 747 685 | 32,31 | 86            | +12     |
| Blok Lewicy (BE)                                                                               | 550 892   | 10,19 | 19            | +11     |
| Unitarna Koalicja Demokratyczna (CDU) * Portugalska Partia Komunistyczna (PCP) * Zieloni (PEV) | 445 980   | 8,25  | 17 (15) (2)   | +1      |
| Partia Socjaldemokratyczna (PSD) (okręgi Madera i Azory)                                       | 81 054    | 1,50  | 5             | −2      |
| Pessoas-Animais-Natureza (PAN)                                                                 | 75 140    | 1,39  | 1             | +1      |
| Partido Democrático Republicano (PDR)                                                          | 61 632    | 1,14  | —             | —       |
| Komunistyczna Partia Portugalskich Robotników (PCTP/MRPP)                                      | 59 955    | 1,11  | —             | —       |
| LIVRE/Tempo de Avançar (L/TDA)                                                                 | 39 340    | 0,73  | —             | —       |
| Partia Narodowego Odrodzenia (PNR)                                                             | 27 269    | 0,50  | —             | —       |
| Partia Ziemi (MPT)                                                                             | 22 596    | 0,42  | —             | —       |
| Nós, Cidadãos! (NC)                                                                            | 21 439    | 0,40  | —             | —       |
| AGIR: Partido Trabalhista Português (PTP) i Movimento Alternativa Socialista (MAS)             | 20 749    | 0,38  | —             | —       |
| Ludowa Partia Monarchistyczna (PPM)                                                            | 14 897    | 0,28  | —             | —       |
| Juntos pelo Povo (JPP)                                                                         | 14 285    | 0,26  | —             | —       |
| Partido Unido dos Reformados e Pensionistas (PURP)                                             | 13 979    | 0,26  | —             | —       |
| Partia Ludowa (CDS-PP) (okręg Madera)                                                          | 7536      | 0,14  | 0             | −1      |
| Aliança Açores: Partia Ludowa (CDS-PP) i Ludowa Partia Monarchistyczna (PPM) (okręg Azory)     | 3654      | 0,07  | —             | —       |
| Portugal pro Vida (PPV/CDC)                                                                    | 2659      | 0,05  | —             | —       |
| PTP (okręg Madera)                                                                             | 1748      | 0,03  | —             | —       |
| Głosy puste                                                                                    | 112 851   | 2,09  | —             | —       |
| Głosy nieważne                                                                                 | 89 544    | 1,66  | —             | —       |
| Razem                                                                                          | 5 408 805 | 100,0 | 230           | —       |
| Głosy ważne                                                                                    | 5 206 410 | 96,26 | —             | —       |
| Głosujący/frekwencja                                                                           | 5 408 805 | 55,86 | —             | —       |
| Uprawnieni do głosowania                                                                       | 9 682 553 | —     | —             | —       |